# Plupuh (plaats)
Plupuh is een bestuurslaag in het regentschap Sragen van de provincie Midden-Java, Indonesië. Plupuh telt 3128 inwoners (volkstelling 2010).